# Barra de Santa Rosa
Barra de Santa Rosa là một đô thị thuộc bang Paraíba, Brasil. Đô thị này có diện tích 825,097 km², dân số năm 2007 là 12140 người, mật độ 14,7 người/km².